# Saison 1961-1962 de la LAH
Saison précédente Saison suivante
La saison 1961-1962 de la Ligue américaine de hockey est la 26e saison de la ligue au cours de laquelle huit équipes jouent chacune 70 matchs.
La ligue reprend son ancienne configuration abandonnée en 1952 avec deux divisions Est et Ouest. Un nouveau trophée est créé à cette occasion, récompensant le vainqueur de la division Ouest : le trophée John-D.-Chick. Le trophée F.-G.-« Teddy »-Oke revient quant à lui au vainqueur de la division Ouest.
Les Indians de Springfield, pour une troisième saison consécutive, remportent la saison régulière et la Coupe Calder.

## Changement de franchise
Une nouvelle franchise des Hornets de Pittsburgh renaît et prend place dans la division Ouest.

## Saison régulière

### Classement
| Clt   | Équipe                 | PJ | V  | D  | N | BP  | BC  | Pts |
| ----- | ---------------------- | -- | -- | -- | - | --- | --- | --- |
| +001, | Indians de Springfield | 70 | 45 | 22 | 3 | 292 | 194 | 93  |
| +002, | Bears de Hershey       | 70 | 37 | 28 | 5 | 236 | 213 | 79  |
| +003, | Reds de Providence     | 70 | 36 | 32 | 2 | 261 | 267 | 74  |
| +004, | As de Québec           | 70 | 30 | 36 | 4 | 208 | 207 | 64  |

| Clt   | Équipe                 | PJ | V  | D  | N | BP  | BC  | Pts |
| ----- | ---------------------- | -- | -- | -- | - | --- | --- | --- |
| +001, | Barons de Cleveland    | 70 | 39 | 28 | 3 | 255 | 203 | 81  |
| +002, | Bisons de Buffalo      | 70 | 36 | 31 | 3 | 247 | 219 | 75  |
| +003, | Americans de Rochester | 70 | 33 | 31 | 6 | 234 | 240 | 72  |
| +004, | Hornets de Pittsburgh  | 70 | 10 | 58 | 2 | 177 | 367 | 22  |

- En gras : qualifiés pour les séries

### Meilleurs pointeurs
| Joueur          | Équipe                 | PJ | B  | A  | Pts | Pun |
| --------------- | ---------------------- | -- | -- | -- | --- | --- |
| Bill Sweeney    | Indians de Springfield | 70 | 40 | 61 | 101 | 14  |
| Willie Marshall | Bears de Hershey       | 70 | 30 | 65 | 95  | 24  |
| Barry Cullen    | Bisons de Buffalo      | 69 | 41 | 53 | 94  | 61  |
| Brian Kilrea    | Indians de Springfield | 70 | 20 | 73 | 93  | 28  |
| Fredrick Glover | Barons de Cleveland    | 70 | 40 | 45 | 85  | 148 |
| Ron Attwell     | Barons de Cleveland    | 70 | 28 | 55 | 83  | 43  |
| Stan Baluik     | Reds de Providence     | 69 | 25 | 56 | 81  | 55  |
| Brian Cullen    | Bisons de Buffalo      | 67 | 22 | 59 | 81  | 18  |
| Jim Mikol       | Barons de Cleveland    | 70 | 32 | 48 | 80  | 89  |
| Jim Anderson    | Indians de Springfield | 70 | 38 | 41 | 79  | 24  |

## Séries éliminatoires

### Organisation
Les trois premiers de chaque division sont qualifiés. Les matchs des séries sont organisés ainsi :
- La série entre les deux premières équipes de chaque division se joue au meilleur des sept matchs. Le vainqueur est qualifié directement pour la finale qui se joue également au meilleur des sept matchs.
- Le deuxième et le troisième de chaque division s'affrontent au meilleur des 3 matchs. Les vainqueurs se rencontrent ensuite au meilleur des 5 matchs. Le gagnant dispute la finale[3].

### Tableau
|  | Premier tour | Premier tour | Premier tour   | Premier tour |             |         | Deuxième tour | Deuxième tour | Deuxième tour | Deuxième tour |  |  | Finale | Finale | Finale | Finale |
|  |              |              |                |              |             |         |               |               |               |               |  |  |        |        |        |        |
|  |              |              |                |              |             |         |               |               |               |               |  |  |        |        |        |        |
|  |              |              |                |              |             |         |               |               |               |               |  |  |        |        |        |        |
|  | Springfield  | Springfield  | 4              | 4            |             |         |               |               |               |               |  |  |        |        |        |        |
|  | Springfield  | Springfield  | 4              | 4            |             |         |               |               |               |               |  |  |        |        |        |        |
|  | Providence   | Providence   | 2              | 2            |             |         |               |               |               |               |  |  |        |        |        |        |
|  | Providence   | Providence   | 2              | 2            | Springfield |         |               |               |               |               |  |  |        |        |        |        |
|  |              |              |                |              |             |         |               |               |               |               |  |  |        |        |        |        |
|  |              |              | Laissez-passer |              |             |         |               |               |               |               |  |  |        |        |        |        |
|  |              |              |                |              |             |         |               |               |               |               |  |  |        |        |        |        |
|  |              |              |                |              |             |         |               |               |               |               |  |  |        |        |        |        |
|  |              |              |                |              |             |         |               |               |               |               |  |  |        |        |        |        |
|  | Springfield  | Springfield  | 4              | 4            |             |         |               |               |               |               |  |  |        |        |        |        |
|  | Springfield  | Springfield  | 4              | 4            |             |         |               |               |               |               |  |  |        |        |        |        |
|  |              |              | Buffalo        | Buffalo      | 1           | 1       |               |               |               |               |  |  |        |        |        |        |
|  | Hershey      | Hershey      | Buffalo        | Buffalo      | 1           | 1       | 2             | 2             |               |               |  |  |        |        |        |        |
|  | Hershey      | Hershey      |                |              |             |         |               |               |               |               |  |  |        |        |        |        |
|  | Providence   | Providence   | 1              | 1            |             |         |               |               |               |               |  |  |        |        |        |        |
|  | Providence   | Providence   | 1              | 1            | Hershey     | Hershey | 1             | 1             |               |               |  |  |        |        |        |        |
|  |              |              |                |              | Hershey     | Hershey | 1             | 1             |               |               |  |  |        |        |        |        |
|  |              |              | Buffalo        | Buffalo      | 3           | 3       |               |               |               |               |  |  |        |        |        |        |
|  | Buffalo      | Buffalo      | Buffalo        | Buffalo      | 3           | 3       | 2             | 2             |               |               |  |  |        |        |        |        |
|  | Buffalo      | Buffalo      |                |              |             |         |               | 2             |               |               |  |  |        |        |        |        |
|  | Rochester    | Rochester    | 0              | 0            |             |         |               |               |               |               |  |  |        |        |        |        |
|  | Rochester    | Rochester    | 0              | 0            |             |         |               |               |               |               |  |  |        |        |        |        |
|  |              |              |                |              |             |         |               |               |               |               |  |  |        |        |        |        |

## Trophées

### Trophées collectifs
| Coupe Calder : Vainqueurs des séries                       | Indians de Springfield |
| Trophée F.-G.-« Teddy »-Oke : Champions de la division Est | Indians de Springfield |
| Trophée John-D.-Chick: Champions de la division Ouest      | Barons de Cleveland    |

### Trophées individuels
| Trophée Les-Cunningham : Meilleur joueur de la saison                                 | Fredrick Glover (Barons de Cleveland)  |
| Trophée John-B.-Sollenberger : Meilleur pointeur                                      | Bill Sweeney (Indians de Springfield)  |
| Trophée Dudley-« Red »-Garrett : Meilleure recrue                                     | Les Binkley (Barons de Cleveland)      |
| Trophée Eddie-Shore : Meilleur défenseur de la saison                                 | Kent Douglas (Indians de Springfield)  |
| Trophée Harry-« Hap »-Holmes : Gardien ayant la plus petite moyenne de buts encaissés | Marcel Paillé (Indians de Springfield) |